# بوریتی
بوریتی (گرجی: ბორითი) یک روستا در شهرداری خاراگاولی استان ایمرتی در غرب گرجستان است. این روستا در کنار رودخانه دزیرولا قرار دارد.
بخشی از شهرت این روستا به دلیل درگذشت مراب کوستاوا از فعالان سیاسی گرجستانی در اثر تصادف در این منطقه است.